# Друїд-Гіллс (Кентуккі)
Друїд-Гіллс (англ. Druid Hills) — місто (англ. city) в США, в окрузі Джефферсон штату Кентуккі. Населення — 299 осіб (2020).

## Географія
Друїд-Гіллс розташований за координатами 38°15′54″ пн. ш. 85°39′42″ зх. д. / 38.26500° пн. ш. 85.66167° зх. д. (38.264936, -85.661769).  За даними Бюро перепису населення США в 2010 році місто мало площу 0,23 км², уся площа — суходіл.

## Демографія
Згідно з переписом 2010 року, у місті мешкало 308 осіб у 138 домогосподарствах у складі 91 родини. Густота населення становила 1337 осіб/км².  Було 142 помешкання (616/км²).
Расовий склад населення:
| - 100,0 % — білих |

До двох чи більше рас належало 0,0 %. Частка іспаномовних становила 0,3 % від усіх жителів.
За віковим діапазоном населення розподілялося таким чином: 22,1 % — особи молодші 18 років, 62,3 % — особи у віці 18—64 років, 15,6 % — особи у віці 65 років та старші. Медіана віку мешканця становила 47,1 року. На 100 осіб жіночої статі у місті припадало 90,1 чоловіків;  на 100 жінок у віці від 18 років та старших — 77,8 чоловіків також старших 18 років.
Середній дохід на одне домашнє господарство  становив 121 779 доларів США (медіана — 101 875), а середній дохід на одну сім'ю — 139 782 долари (медіана — 113 750). За межею бідності перебувало 3,9 % осіб, у тому числі 0,0 % дітей у віці до 18 років та 1,9 % осіб у віці 65 років та старших.
Цивільне працевлаштоване населення становило 153 особи. Основні галузі зайнятості: освіта, охорона здоров'я та соціальна допомога — 32,0 %, фінанси, страхування та нерухомість — 19,0 %, науковці, спеціалісти, менеджери — 10,5 %, оптова торгівля — 6,5 %.